# 17612 Вайтнайт
17612 Вайтнайт (17612 Whiteknight) — астероїд головного поясу, відкритий 20 жовтня 1995 року.
Тіссеранів параметр щодо Юпітера — 3,210.